# Villeny
Villeny település Franciaországban, Loir-et-Cher megyében. Lakosainak száma 494 fő (2022. január 1.). Villeny Ligny-le-Ribault, Dhuizon, La Ferté-Saint-Cyr, La Marolle-en-Sologne, Montrieux-en-Sologne és Yvoy-le-Marron községekkel határos.

## Népesség
A település népessége az elmúlt években az alábbi módon változott:
| Lakosok száma | 461  | 336  | 324  | 358  | 459  | 493  | 493  | 484  | 487  | 494  |
|               | 1968 | 1982 | 1990 | 2006 | 2013 | 2015 | 2017 | 2019 | 2020 | 2022 |